# Eluizione

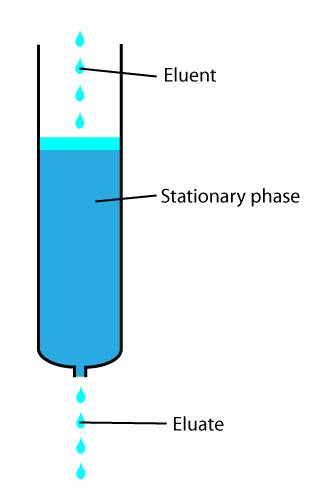
Colonna cromatografica

L'eluizione (o eluzione) è un processo chimico volto a riportare in soluzione una sostanza trattenuta da una sostanza adsorbente (per esempio: caolino, carbone attivo, ossido di alluminio, resine a scambio ionico) attuato lavandola con un solvente. 
Si usa per esempio per rimuovere gli ioni catturati dalle resine a scambio ionico utilizzate nel procedimento di addolcimento.
In cromatografia l'eluizione è la separazione di due o più sostanze adsorbite in una colonna cromatografica per lavaggio con un opportuno solvente. 
Dopo la fuoriuscita, le sostanze sono solitamente fatte fluire in un apposito rivelatore. Prevedere e controllare le varie fasi dell'eluzione è un aspetto fondamentale delle tecniche di gascromatografia.

## Eluente ed eluito
L'eluente (o fase mobile) è il vettore che provoca il trasporto delle sostanze chimiche all'interno della colonna. Nella cromatografia liquida l'eluente è il liquido usato come solvente; nella gascromatografia è il gas di trasporto. Nella cromatografia con carta, l'eluente trascina con sé i componenti (coloranti/inchiostri) della soluzione separandoli dall'altro componente della miscela. La fase mobile e gli analiti che fuoriescono dalla colonna costituiscono l'eluito, mentre ciascuno dei componenti prende il nome di eluato. In inglese, lingua più diffusa in letteratura scientifica, l'eluito prende il nome di eluate.
Nella scelta dell'eluente più opportuno, in base alla natura delle sostanze da separare e alla fase fissa utilizzata, ha un ruolo di primaria importanza la serie eluotropica.

## Tempo di eluizione
Il tempo di eluizione del soluto è il tempo che intercorre fra l'inizio della separazione (cioè l'istante in cui il soluto entra nella colonna) e l'istante in cui il soluto inizia a separarsi. Analogamente il volume di eluizione è il volume di eluente necessario per realizzare il processo di separazione. In condizioni standard data una miscela di soluti di composizione nota la conoscenza del volume di eluizione è sufficiente a stabilire i soluti necessari quando si applica una certa tecnica. Per esempio, una miscela di amminoacidi può essere separata usando la cromatografia a scambio ionico. Al verificarsi di certe condizioni gli amminoacidi eluiranno nello stesso ordine e con lo stesso volume.